# George Amick
George Amick est un pilote automobile américain, né le 24 octobre 1924 à Vernonia en Oregon et mort en course le 4 avril 1959 à Daytona Beach en Floride.

## Biographie
Engagé en IndyCar en 1955, il finit neuvième avec 750 points pour sa première saison lors du championnat national américain (AAA). En 1956, il se classe quatrième avec 1 050 points lors du championnat national américain (devenu USAC AAA) et obtient sa première victoire sur le Langhorne Speedway. En 1957 il finit troisième du championnat avec 1 400 points. En 1958, il se classe second du championnat avec 1 600 points.
En 1958, il réussit pour la première fois à se qualifier pour les 500 miles d'Indianapolis où il se classe deuxième alors qu'il était vingt-cinquième sur la grille de départ. L'épreuve comptant également pour le championnat du monde de Formule 1, il est alors classé quinzième avec six points. L'année suivante, il meurt dans un accident lors de la course des 100 miles de Daytona Beach.